# アジポッド

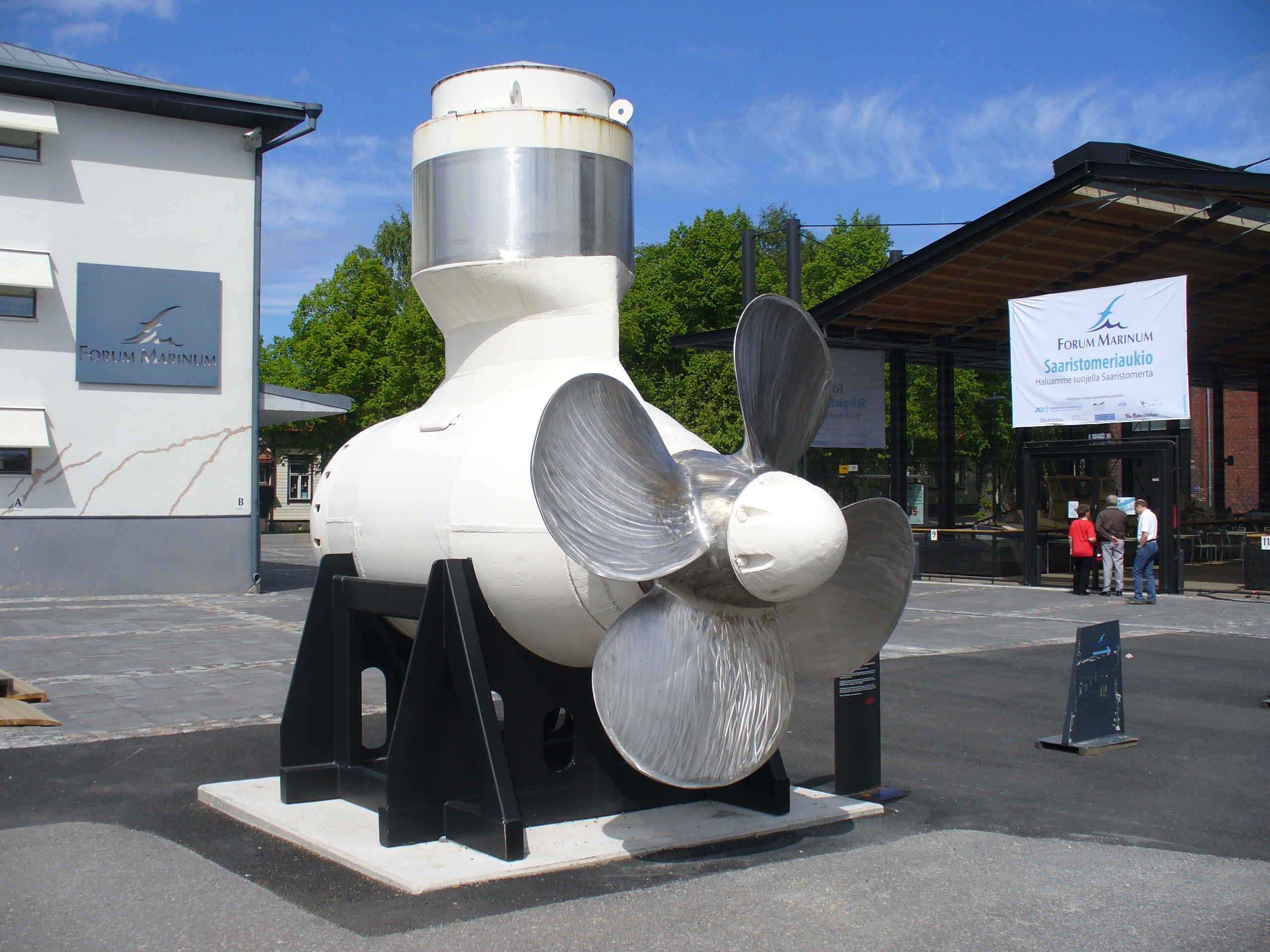
水路監視艇Seiliに搭載された最初の商業的なアジポッド 出力1.5MW（1990年） フィンランドのトゥルクのフォルム海事博物館に展示されている

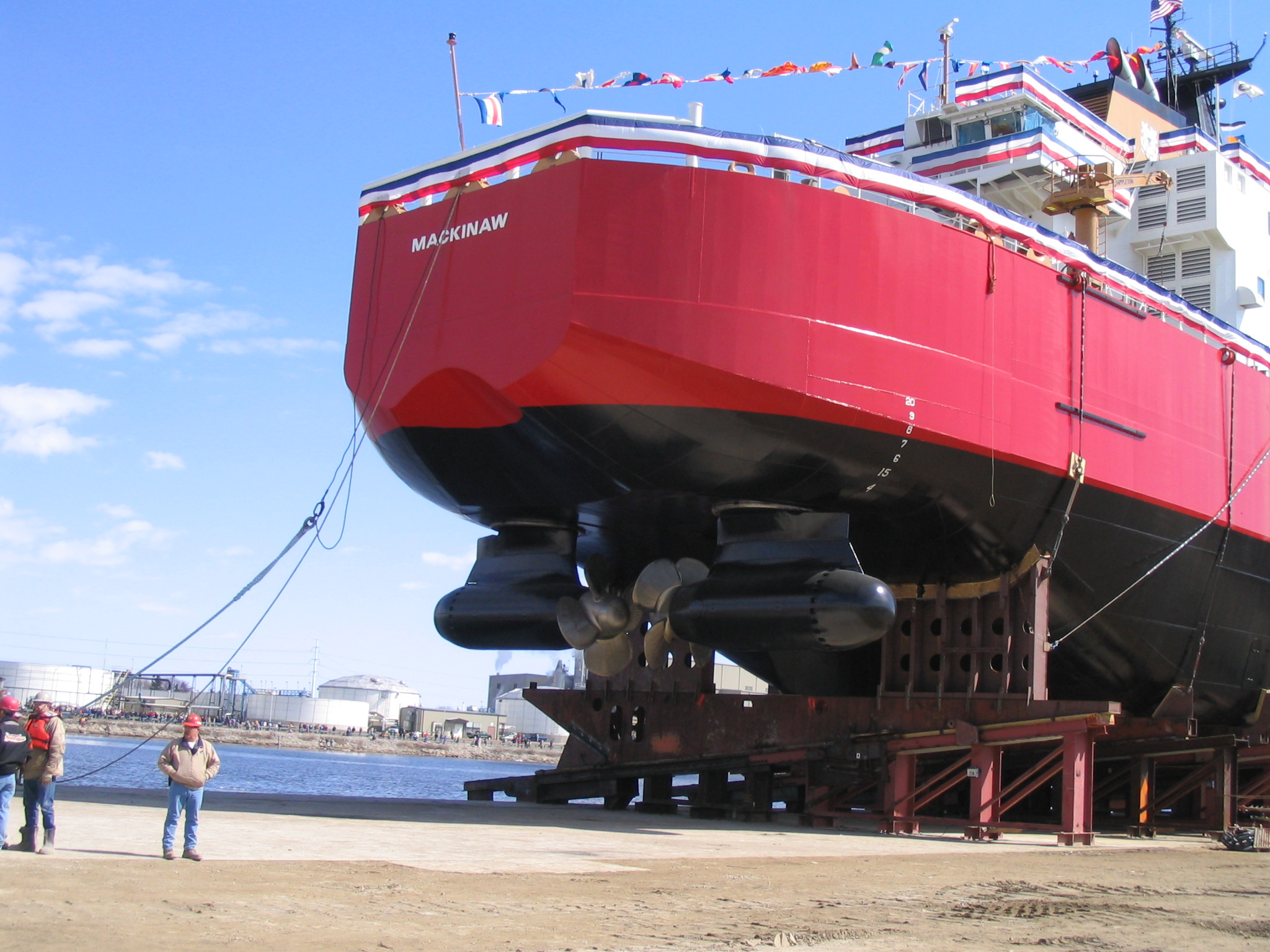
USCGC Mackinawのアジポッド

アジポッド（英語: Azipod）とは、アセア・ブラウン・ボベリ (ABB) が開発、生産するアジマススラスターのブランド名である。原型はフィンランドのバルチラ造船所の船舶推進部門が電気推進のアジマススラスターとして開発した。

## 概要
2010年の時点で94隻の船舶が1基または複数基のアジポットを搭載しており、その総計は201基である。
抵抗の小さなポッドの前にスクリューを置くことにより、1990年代当初は、在来型と比較して燃費が9%程度良かった。在来型の改良等によって一時6% - 8%台に縮小されていたものの、アジポッド周囲の流れに対して流体力学に基づいたフィンの搭載、コンピュータによるポッド運転角度の最適化などにより、現在の全体的な燃費の差は18%に達する。
在来型のスクリューの燃費を改善する工夫の一つとして、CRP（同軸反転プロペラ）アジポッドがある。これは従来の固定式プロペラの後部に反対方向に回転するアジポッドを備えたものである。これには水流の回転を相殺して推進効率を高める効果があり、舞鶴〜小樽間に就航するフェリーであるはまなす（3代目）・あかしあ（3代目）にはこのCRPアジポッドが装備されている。
競合する製品のひとつとしてクイーン・メリー2で使用されているロールスロイス社のマーメイドアジマス推進器などがある。

## 特徴
船体に搭載しているエンジンからの動力を、ギアボックスで方向を変えてポッドのプロペラに伝達している従来のアジマススラスターと違い、アジポッドではエンジンの動力を電力に変換し、ポッド内の交流モーターを駆動させている。そのため、ギアによる伝達損失がなく、信頼性も高い。さらに長大な伝達軸を廃した事により船内の機器配置の自由度が高まり、船型を流体力学的に最適化する事が可能になった。
アジポッドへの電力供給は、ポッドがどの方向を向いていたとしても供給できるようにスリップリングを介して行われる。また、アジポッドは固定ピッチプロペラを使用するので、交流電動機に供給する交流電力の周波数と電圧をVVVFインバーターで制御して回転数や回転方向を変える事によって推進力を加減する。
アジポッドは前後進とも同速度で運転可能で、双方向推進船という概念が1990年代にアジポッドの共同開発を担ったバルチラ造船所によって開発された。これは一つの船体に二つの船首を取り付けるというもので、片方は砕氷機能を備える船首、もう一方は通常のタンカーとしての船首を備えるものである（MTテンペラなど）。
アジポッドは、関係機関から承認された耐氷性を備えたポッド式推進機であり、アメリカ沿岸警備隊の砕氷船に使用されている例 (USCGC Mackinaw) もあるが、ロールスロイスが提供するマーメイドポッド式推進器も耐氷性を備えている。
最初にアジポッド（単体出力1.5MW）を搭載した船舶は1990年に搭載したフィンランド海事局の水路監視艇のSeiliである。この船舶は2013年時点でも残っているが推進器は換装され、初代の推進器はフィンランドのトゥルクのフォルム海事博物館に展示されている（出典には初代推進器の写真が含まれる）。

## 使用中の軸受けに起因する問題
小型のアジポッドC設計（最大出力 4.5MW）では問題があまり発生していないのに対し、大型のアジポッドV設計は就航当初、複数の航海の中断をもたらした。2000年に発生したカーニバル パラダイスの推進軸受けの問題に起因する航路逸脱事故以降、アジポッド搭載船舶には改良が実施され、非常に良好な結果をもたらした。
最新設計のアジポッドXではこれらの改善を取り入れた事により整備周期は5年を見込んでおり、軸受けに関しては通常の接岸時に内側から修理できるようになっている。アジポッドX0を搭載する主要な建造途中の船は、アイーダ・クルーズ向け3,250人乗りの客船と セレブリティ リフレクション (2012) とノルウェージャン・ブレイクアウェイ、ノルウェイジャン ゲイタウェイの4隻である。